# Béatrice Diby
 (août 2025).
Béatrice N'Goran Diby est une femme d'affaires et femme politique ivoirienne. Elle est sénatrice de la région de l'Iffou depuis le 16 septembre 2023.

## Biographie
Béatrice Diby est scolarisée au lycée moderne de Daoukro où elle obtient son baccalauréat. Elle étudie ensuite à la Faculté de droit de l’université Félix-Houphouët-Boigny à Abidjan. Béatrice Diby obtient un diplôme d'études universitaires générales (DEUG) en droit, avant de poursuivre son cursus à l’Institut national supérieur des Techniques commerciales (INSTEC).[réf. nécessaire]

## Carrière politique
Membre du Parti démocratique de Côte d'Ivoire – Rassemblement démocratique africain (PDCI), parti politique historique, Béatrice Diby fait partie des soixante-six sénateurs élus le 16 septembre 2023 par un collège d'électeurs composé des conseillers municipaux, régionaux et de districts. Elle fait partie des 6 sénateurs du PDCI élus lors de cette élection. Béatrice Diby est élue dans la région de l'Iffou en binome avec Delphin Kouadio Kpli avec plus de 74 % des voix,.
Le 5 octobre 2024 au Conseil regional de l'Iffou à Daoukro, en collaboration avec la Fondation Konrad-Adenauer (KAS) et le Rassemblement des acteurs ivoiriens des droits de l'Homme (RAIDH), elle participe à une réunion d'explication auprès des citoyens des rôles des élus.